# Femy Efftink
Euphemia (Femy) Hoogeboom-Efftink (Delden, 16 januari 1916 - 2013) was een Nederlands verzetsstrijder.

## Biografie

### Jeugd
Efftink is 14 jaar als zij in 1930 als bediende bij Stork gaat werken. Zij breekt hiervoor haar opleiding af. Efftink is niet meer leerplichtig en haar moeder is weduwe waardoor haar inkomen noodzakelijk is. Naast haar werkweek leert Efftink typen en stenografie en gaat zij, gestimuleerd door Willem Stork, naar de handelsavondschool. Zodoende kan zij zich opwerken binnen het bedrijf en wordt Efftink als ze 21 is telefoniste bij Stork.  

### Verzet in de Tweede Wereldoorlog
Efftink zet zich al snel in voor het verzet. Dit doet ze op verschillende manieren. Zo verkoopt ze schildjes met de tekst  ‘Breek de wapens, Onsterfelijke Roem’ en een afbeelding van een gebroken geweer. Ook verkoopt ze oranje boekenleggers met een geborduurde rood-wit-blauwe leeuw. Zo komt Efftink in contact met Jules Haeck die onder andere hulp verleent aan Franse krijgsgevangenen die uit Duitse kampen zijn ontsnapt. Ze helpt Haeck met het begeleiden van de mannen en helpt hen met behulp van het bestaande ontsnappingsnetwerk via Brabant en Limburg naar eigen land terug te keren.

#### Opgepakt
In 1941 wordt Efftink plotseling gearresteerd bij haar ouderlijk huis. Het wordt duidelijk dat ze verraden is. Na een verhoor ter plaatse wordt ze voor verder verhoor meegenomen naar Arnhem. Efftink wordt uren ondervraagd maar laat niets los. Ondanks dat ze niet wordt vertrouwd wordt ze toch vrijgelaten. Efftink trekt zich kort terug onder de noemer “gezondheidsredenen” tot de directe aandacht voor haar verslapt is waarna ze zich weer inzet voor de ondergrondse. Ze heeft contact met regionale verzetsmensen als Lo de Ruiter en Dolf Fleer voor wie zij als koerier gaat werken. Daarnaast zorgt zij voor geld, voedselpakketten en bonnen die zij bij dertien onderduikers in de regio langsbrengt.

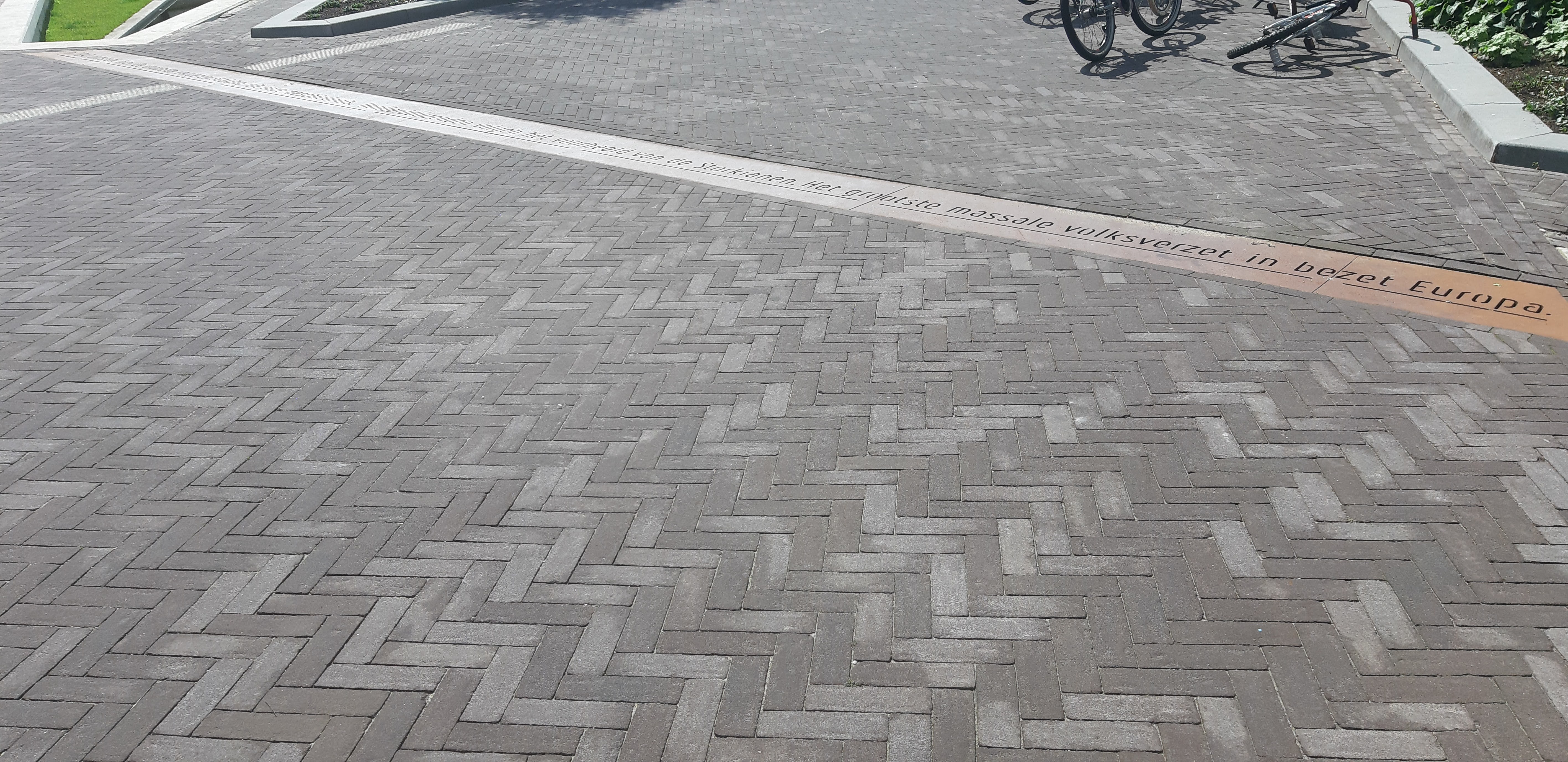
Monument April-meistakingen Hengelo

### April-meistaking
Nadat medewerkers van Stork de April-meistaking beginnen loopt het hele bedrijf leeg, op de telefonistencentrale na. Efftink blijft de telefoon aannemen om eenieder op de hoogte te stellen van de staking. Als telefoniste heeft zij een groot netwerk van mensen die zij actief benadert. Binnen Hengelo was dit niet een probleem; wilde zij echter regionaal of landelijk bellen dan moest zij door een districtscentrale te woord gestaan worden en deze telefonistes waren in dienst van de Luftwaffe.  Door het taalverschil lukt het om de boodschap, weliswaar in telegramstijl, door te geven. Zodoende wordt er in een groot deel van Nederland gestaakt. De staking zorgt voor een groter verzet tegen de bezetter.

#### Na de staking
Efftink gaat ook na de April-meistaking door met verzet. Elke morgen luistert zij naar de ‘Engelse zender’, neemt belangrijk en interessant nieuws in steno op, werkt dat op kantoor uit en zorgt ervoor dat het onder de directie en andere betrouwbare functionarissen circuleert. Daarnaast is zij in juni 1944 betrokken bij het plan een groot aantal gevangenen, die door de Sicherheitsdienst zijn opgesloten in het Huis van Bewaring in Arnhem, te bevrijden.

### Huwelijk
Zij ontmoet in 1942 haar toekomstige man Klaas Hoogeboom, die ook in het verzet zit en een oud-militair is. Zij trouwen na de oorlog, op 18 januari 1946 in Delden Een jaar later wordt zoon Geert Johannes geboren, die zij vernoemen naar bevriende verzetsmensen Geert Schoonman en Johannes ter Horst.